# Wilhelm Ehregott Oehmichen
Wilhelm Ehregott Oehmichen (* um 1809; † 12. September 1851 in Nerchau) war ein sächsischer  Politiker.

## Leben
Oehmichen war Gasthofsbesitzer in Nerchau. Während der Revolutionen 1848/1849 vertrat er auf dem Landtag 1849 die 19., 20. und 21. Wahlbezirke und auf dem Landtag 1849/50 die 20., 27. und 28. Wahlbezirke in der I. Kammer des Sächsischen Landtags. Oehmichen war Mitglied im Club der Linken. Nach der Auflösung des Landtags 1849 unterzeichnete er am 30. April 1849 einen Aufruf „An unsere Mitbürger!“, in dem nunmehr ehemalige Landtagsabgeordnete ihre Sicht der politischen Auseinandersetzungen schilderten. Er starb im September 1851 im Alter von knapp 42 Jahren.